# Калери, Александр Юрьевич
Алекса́ндр Ю́рьевич Кале́ри (род. 13 мая 1956, Юрмала, Латвийская ССР, СССР) — российский космонавт, совершил 5 полётов общей продолжительностью 769 суток. Герой Российской Федерации (1992).

## Образование и научные звания
В 1973 году окончил 10 классов русской средней школы № 5 в Яундубулты (район Юрмалы). Учился в одной школе с Ефимом Шифриным, на класс младше.
В 1979 году окончил факультет аэрофизики и космических исследований МФТИ по специальности «Динамика полёта и управление ЛА».
В 1983 году заочно окончил аспирантуру в МФТИ по специальности «Механика жидкостей, газа и плазмы».

## Профессиональная деятельность
С 19 сентября 1979 года работал инженером 016-го отдела ГКБ НПО «Энергия». Участвовал в разработке проектной и технической документации, натурных испытаниях ОК «Мир». Занимался исследованием собственной внешней атмосферы в эксперименте «Астра» на ОС «Салют-7», а также одной из модификаций корабля «Союз Т» и модуля для ОК «Мир», создаваемого на базе этого же корабля.
- Программист высокой квалификации.
- Воинское звание: Старший лейтенант запаса (с 27.06.1983).

### Космическая подготовка
В середине апреля 1982 года начал проходить стационарное медицинское обследование в Институте медико-биологических проблем (ИМБП) в рамках очередного набора (7-й набор) в отряд космонавтов НПО «Энергия» и в июне 1982 года получил положительное заключение Врачебно-экспертной комиссии (ВЭК). 3 декабря 1982 года получил допуск к специальным тренировкам. В начале 1984 года был отобран в отряд космонавтов по результатам внутренних экзаменов в НПО «Энергия» и решением Государственной межведомственной комиссии (ГМВК) от 15 февраля 1984 года был рекомендован к зачислению кандидатом в отряд космонавтов НПО «Энергия». 13 апреля 1984 года приказом № 858 был назначен на должность кандидата в космонавты-испытатели 291-го отдела НПО «Энергия».
С ноября 1985 по октябрь 1986 года прошёл общекосмическую подготовку (ОКП) в ЦПК им. Ю. А. Гагарина. 28 ноября 1986 года решением Межведомственной квалификационной комиссии (МВКК) ему была присвоена квалификация космонавта-испытателя. 11 февраля 1987 года был назначен на должность космонавта-испытателя 291-го отдела НПО «Энергия».
В 1987—1992 годах готовился в группе по программе полётов на ОК «Мир».
В апреле — мае 1987 года проходил подготовку в качестве бортинженера третьего (резервного) экипажа корабля «Союз ТМ-4» по программе третьей основной экспедиции (ЭО-3) на ОК «Мир», вместе с В. Ляховым. В мае 1987 года заменил в дублирующем экипаже корабля «Союз ТМ-4» Сергея Емельянова и с мая по декабрь 1987 года проходил подготовку в качестве бортинженера дублирующего экипажа вместе с А. Волковым и А. Щукиным. Во время старта ТК «Союз ТМ-4» 21 декабря 1987 года был дублером бортинженера корабля.
С января 1988 года проходил подготовку в качестве бортинженера основного экипажа корабля «Союз ТМ-7» по программе четвёртой основной экспедиции (ЭО-4) на ОК «Мир» и советско-французской программы «Арагац», вместе с А. Волковым и Жан-Лу Кретьеном (Франция). 22 марта 1988 года был отстранён от подготовки по состоянию здоровья и заменен С.Крикалевым. Вновь допущен к подготовке решением ГМК от 6 октября 1989 года.
В мае — ноябре 1990 года проходил подготовку в качестве бортинженера резервного (третьего) экипажа корабля «Союз ТМ-11» по программе ЭО-8 на ОК «Мир», вместе с А. Волковым.
В январе — апреле 1991 года проходил подготовку в качестве бортинженера дублирующего экипажа корабля «Союз ТМ-12» по программе ЭО-9 на ОК «Мир» и советско-английской программы Juno, вместе с А. Волковым и Тимоти Мейсом (Великобритания). Во время старта ТК «Союз ТМ-12» 18 мая 1991 года был дублёром бортинженера корабля.
С мая 1991 года проходил подготовку в качестве бортинженера основного экипажа корабля «Союз ТМ-13» по программе ЭО-10 на ОК «Мир» и советско-австрийской программы Austromir, вместе с А.Волковым и Ф.Фибеком (Австрия). 10 июля 1991 года, в связи с решением Госкомиссии о совмещении полётов по австрийской и казахской программам, был выведен из экипажа и заменён Т. Аубакировым.
С октября 1991 по февраль 1992 года проходил подготовку в качестве бортинженера основного экипажа корабля «Союз ТМ-14» по программе ЭО-11 ОК «Мир» и российско-германской программе Mir-92, вместе с А. Викторенко и К.-Д. Фладэ (Германия).
В марте 1994 года был назначен заместителем начальника 291-го отдела (отряда космонавтов) НПО «Энергия».
С октября 1995 по июль 1996 года проходил подготовку в качестве бортинженера дублирующего экипажа корабля «Союз ТМ-24» по программе ЭО-22 на ОК «Мир» и российско-французской программе «Кассиопея», вместе с В.Корзуном, Л.Эйартцом (Франция). В связи с заболеванием Г.Манакова — командира основного экипажа корабля «Союз ТМ-24», решением Госкомиссии от 12 августа 1996 года в состав основного экипажа корабля вместо Г. Манакова и П. Виноградова были назначены соответственно В. Корзун и А. Калери, которые планировались в качестве основного экипажа ЭО-24.
С декабря 1997 по июль 1998 года проходил подготовку в качестве бортинженера второго экипажа по программе ЭО-26 на ОК «Мир», вместе с С. Залетиным. В качестве космонавта-исследователя вместе с ними должен был проходить подготовку Ю. Шаргин, назначенный в экипаж 24 февраля 1998 года, однако к тренировкам он не приступал, так как был отстранён от подготовки по состоянию здоровья. С 6 мая 1998 года в качестве космонавта-исследователя проходил подготовку О. Котов. Во время старта ТК «Союз ТМ-28» 13 августа 1998 года был дублером бортинженера корабля.
С марта 1999 по март 2000 года проходил подготовку в качестве бортинженера основного экипажа 28-й экспедиции на ОК «Мир» (ЭО-28), вместе с С. Залетиным. С января 2000 года вместе с ними проходил подготовку актёр В. Стеклов, но он был выведен из экипажа 16 марта 2000 года по финансовым соображениям.
С января 2001 по май 2002 года проходил подготовку к космическому полёту в качестве командира дублирующего экипажа МКС-5, вместе с С. Келли (США) и Д. Кондратьевым.
1 октября 2002 года приступил к подготовке в качестве бортинженера основного экипажа МКС-7, вместе с Ю. Маленченко и Э. Лу.(США)
После катастрофы шаттла Columbia, вызвавшей корректировку программы полётов на МКС и переформирование экипажей, с 25 февраля 2003 года готовился в качестве бортинженера дублирующего экипажа МКС-7. 13 марта 2003 года решением МВК был назначен в состав основного экипажа МКС-8 со стартом на ТК «Союз ТМА-3» и продолжил подготовку в качестве бортинженера МКС-8 и командира ТК «Союз ТМА-3», вместе М. Фоулом (США).
В конце июля 2005 года был включён в состав смешанной группы космонавтов, получившей обозначение «МКС-15/16/17», из состава которой будут сформированы экипажи 15-й, 16-й и 17-й экспедиций на МКС. 15 августа 2005 года приступил к подготовке в составе этой группы в РГНИИ ЦПК. Рассматривалась возможность включение его в дублирующий экипаж МКС-17 в качестве бортинженера ТК и МКС.
В мае 2006 года решением Роскосмоса, ЦПК и РКК «Энергия» в предварительном порядке был назначен командиром дублирующего экипажа 16-й экспедиции на МКС (МКС-16д) и командиром основного экипажа 18-й экспедиции на МКС (МКС-18) (американские члены экипажа будут назначены позднее). Старт 18-й экспедиции на корабле «Союз ТМА-13» запланирован на сентябрь 2008 года. Планировалось, что это будет первый полёт новой модификации корабля «Союз-ТМА» (700-я серия). Однако летом 2006 года первый полёт машины этой серии был перенесён на весну 2009 года. Затем старт первого корабля 700-й серии был отложен на 29 сентября 2010 года под экипаж МКС-25/26, командиром корабля основного экипажа назначен А. Калери. Фактически полёт начался 8 октября 2010 года.
30 октября 2006 года приказом президента РКК «Энергия» назначен начальником Летной службы РКК «Энергия» с сохранением должности инструктора-космонавта-испытателя 1 класса. Тем же приказом освобождён от должности заместителя начальника командира отряда космонавтов РКК «Энергия».
Оставил должность инструктора-космонавта-испытателя 16 апреля 2022 в связи с назначением главным экспертом РККЭ.

## Полёты
- Количество полётов — 5
- Общая продолжительность полётов — 769 суток 6 часов 35 минут 19 секунд
- Число выходов в открытый космос — 5
- Продолжительность работ в открытом космосе — 25 часов 46 минут.

### Первый полёт
С 17 марта по 10 августа 1992 года в качестве бортинженера ТК «Союз ТМ-14» и ОК «Мир» по программе ЭО-11 (11-й основной экспедиции) вместе с А. Викторенко. Стартовал вместе с А. Викторенко и К.-Д. Фладэ (ФРГ). Посадку совершил вместе с А. Викторенко и М. Тонини (Франция).
Позывной: «Витязь-2».
Во время полёта совершил один выход в открытый космос:
- 08.07.1992 — продолжительностью 2 часа 3 минуты;

Продолжительность полёта составила 145 суток 14 часов 10 минут 32 секунды.

### Второй полёт
С 17 августа 1996 года по 2 марта 1997 года в качестве бортинженера ТК «Союз ТМ-24» и ОК «Мир» по программе ЭО-22 (22-й основной экспедиции) вместе с В. Корзуном. Стартовал вместе с В. Корзуном и Клоди-Андре Деэ (Франция). Посадку совершил вместе с В. Корзуном и Р. Эвальдом (Германия).
Позывной: «Фрегат-2».
Во время полёта совершил два выхода в открытый космос:
- 02.12.1996 — продолжительностью 5 часов 58 минут;
- 09.12.1996 — продолжительностью 6 часов 38 минут;

Продолжительность полёта составила 196 суток 17 часов 26 минут 13 секунд.

### Третий полёт
С 4 апреля по 16 июня 2000 года в качестве бортинженера ТК «Союз ТМ-30» и ОК «Мир» по программе ЭО-28 (28-й основной экспедиции) вместе с С. Залетиным. Этот полёт стал последней экспедицией на ОК «Мир».
Позывной: «Енисей-2».
Во время полёта совершил один выход в открытый космос:
- 12.05.2000 — продолжительностью 5 часов 3 минуты;

Продолжительность полёта составила 72 суток 19 часов 42 минуты 16 секунд.

### Четвёртый полёт
С 18 октября 2003 года по 30 апреля 2004 года в качестве командира ТК «Союз ТМА-3» и бортинженера 8-й основной экспедиции на МКС вместе с М. Фоулом.
Стартовал вместе с М. Фоулом и П. Дуке (Испания), приземлился вместе с М. Фоулом и А. Кейперсом (Нидерланды)
Во время полёта совершил один выход в открытый космос:
- 26.02.2004 — продолжительностью 3 часа 55 минут;

Продолжительность полёта составила 194 суток 18 часов 33 минуты 12 секунд.

### Пятый полёт
С 8 октября 2010 года по 16 марта 2011 года в качестве командира ТК «Союз ТМА-01М» и бортинженера 25-й и 26-й основных экспедиций на МКС вместе с Олегом Скрипочкой. Позывной: «Ингул».
Стартовал и приземлился вместе с Олегом Скрипочкой и Скоттом Келли.
Продолжительность полета составила 159 суток 08 часов 43 минуты 05 секунд.
Статистика
| # | Стартовый корабль | Старт, UTC        | Экспедиция              | Корабль посадки | Посадка, UTC      | Налёт                        | Выходы в открытый космос | Время в открытом космосе |
| - | ----------------- | ----------------- | ----------------------- | --------------- | ----------------- | ---------------------------- | ------------------------ | ------------------------ |
| 1 | Союз ТМ-14        | 17.03.1992, 10:54 | Союз ТМ-14, Мир-11      | Союз ТМ-14      | 10.08.1992, 03:48 | 145 суток 14 часов 10 минут  | 1                        | 02 часа 03 минуты        |
| 2 | Союз ТМ-24        | 17.08.1996, 13:18 | Союз ТМ-24, Мир-22      | Союз ТМ-24      | 02.03.1997, 03:48 | 196 суток 17 часов 26 минут  | 2                        | 12 часа 36 минут         |
| 3 | Союз ТМ-30        | 04.04.2000, 05:01 | Союз ТМ-30, Мир-28      | Союз ТМ-30      | 16.06.2000, 00:43 | 72 суток 19 часов 41 минута  | 1                        | 05 часов 03 минуты       |
| 4 | Союз ТМА-3        | 18.10.2003, 05:38 | Союз ТМА-3, МКС-8       | Союз ТМА-3      | 30.04.2004, 00:11 | 194 суток 18 часов 33 минуты | 1                        | 03 часа 56 минут         |
| 5 | Союз ТМА-01М      | 07.10.2010, 23:10 | Союз ТМА-01М, МКС-25/26 | Союз ТМА-01М    | 16.03.2011, 07:54 | 159 суток 08 часов 43 минуты | 0                        | 0                        |
|   |                   |                   |                         |                 |                   | 769 суток 06 часов 33 минуты | 5                        | 23 часа 38 минут         |

## Семья
Отец Юрий Борисович Калери (25 ноября 1917 — 15 июля 1993), электрик по уличному освещению, мать Антонина Петровна Калери (Арефьева) (род. 22 апреля 1917), помощник эпидемиолога Юрмальской СЭС, на пенсии.
Брат Евгений Калери (1944 г.р.), мастер Саранского телевизионного завода. Сестра Наталья Устинова (Калери) (1949 г.р.), инженер-проектировщик узлов связи.
Жена Светлана Леонидовна Калери (Носова, 1958 г.р.), инженер-озеленитель, сын Олег (1996 г.р.)

## Почётные награды и звания
- Герой Российской Федерации (11 августа 1992 года) — за успешное осуществление длительного космического полёта на орбитальной станции «Мир» и проявленные при этом мужество и героизм[2]
- Орден «За заслуги перед Отечеством» II степени (9 ноября 2000 года) — за мужество и героизм, проявленные во время космического полёта на орбитальном научно-исследовательском комплексе «Мир»[3]
- Орден «За заслуги перед Отечеством» III степени (11 апреля 1997 года) — за мужество и героизм, проявленные во время длительного космического полёта двадцать второй основной экспедиции на орбитальном научно-исследовательском комплексе «Мир»[4]
- Орден «За заслуги перед Отечеством» IV степени (12 апреля 2011 года) — за мужество и высокий профессионализм, проявленные при осуществлении длительного космического полёта на Международной космической станции[5]
- Орден Дружбы (31 октября 2005 года) — за самоотверженность и высокий профессионализм, проявленные при осуществлении 195-суточного космического полёта, и укрепление дружбы между народами[6]
- Медаль Алексея Леонова (Кемеровская область, 2015) — за пять совершённых выходов в открытый космос[7]
- Медаль НАСА «За космический полёт» (англ. NASA Space Flight Medal)
- Медаль НАСА «За общественные заслуги» (англ. NASA Public Service Medal)
- Орден Почётного легиона (Франция, 1997 год)
- Лётчик-космонавт Российской Федерации (11 августа 1992 года) — за успешное осуществление космического полёта на орбитальной станции «Мир» и проявленный при этом высокий профессионализм[8] (первый, кому было присвоено это звание)

### Классность
Имеет налёт 22 часа на учебно-тренировочном самолёте Л-39. Совершил 14 прыжков с парашютом.
Космонавт 3-го класса (24.08.1992),
Космонавт 2-го класса (01.04.1997).
Космонавт 1-го класса.

### Спортивные достижения
Имеет 2-й разряд по прыжкам на батуте.

## Публикации
Соавтор книги «Наблюдения Земли из космоса» (с борта ОС «Мир», март — август 1992).